# Sammie Rhodes
Sammie Rhodes, född 10 november 1984 i New Haven i Connecticut, är amerikansk porrstjärna.

## Karriär
Rhodes började att arbeta som fotomodell under collegetiden. En modellscout från Boston upptäckte Rhodes och övertygade henne om att börja arbeta som nakenmodell. Hon flyttade 2004 till Kalifornien och började i samband med detta även att arbeta som porrskådespelerska. Den första riktiga sexscenen hon spelade in var en scen med en kvinna, för videokedjan Girlfriend. Hon experimenterade i ett par scener med att arbeta med manliga porrskådespelare och beslutade sig sedan för att endast filmas med kvinnor.
2008 vann Rhodes en AVN Award, vilket brukar kallas för porrens Oscar, för Best All-Girl Sex Scene - Video, bästa sexscen med bara tjejer.

## Filmer i urval
- I Licked a Girl & Liked It (2008)
- All Girl Revue 2 (2007)
- No Cocks Allowed 2 (2006)
- Supersquirt 2 (2005)
- Teen Riders 2 (2005)
- Trailer Trout 3 (2005)
- Vault of Whores (2005)
- The Violation of Hillary Scott (2005)
- Angels of Debauchery 3 (2004)
- Baby Got Boobs (2004)
- Specs Appeal 20 (2004)